# 梅索西縣
梅索西縣是非洲國家聖多美和普林西比的一個縣，位於聖多美島，首府特林達迪，位於該國中部，面積122平方公里，2001年人口估計約35,105。